# 安岐川
安岐川（あきがわ）は、大分県杵築市・国東市を流れる二級水系の本流の河川。

## 地理
安岐川は、国東市と杵築市の境付近に源を発し、国東市安岐地区の市街地を通って、大分空港の滑走路の南端付近で伊予灘に注ぐ。上流には1971年に竣工した安岐ダムがあり、中流には滝、瀬、淵などの変化に富んだ景観の鳴川渓谷がある。
毎年8月16日には、ラブリバーあき川遊びフェスティバルが開催される。釣り大会、イカダレース、鮎つかみどり大会などが行われ、地元の人々や帰省者でにぎわう。
主な支流としては、両子川、朝来野川がある。このうち両子川は、国東半島の最高峰両子山頂上付近の両子寺そばに源を発し、三浦梅園の生家付近を通って安岐川に合流する。